# Biotecnología

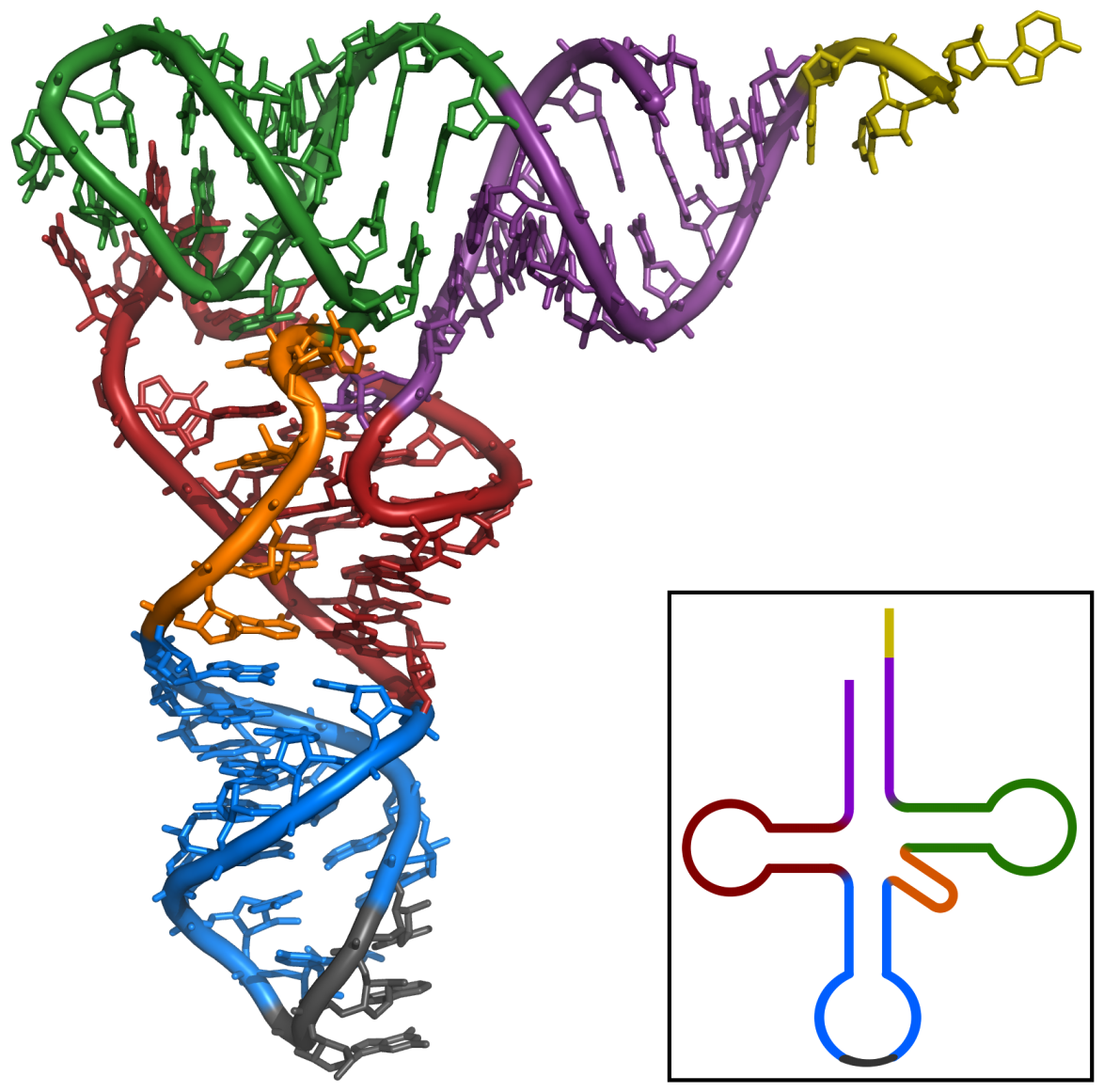
Estructura de rayos X del ARN de transferencia de la levadura.

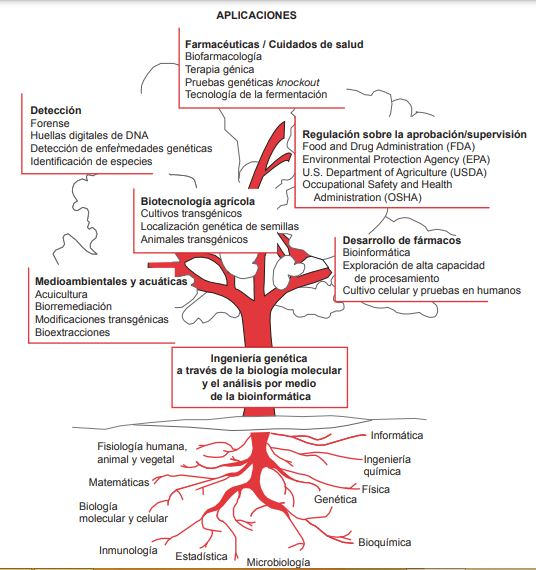
Clasificación de la biotecnología.

La biotecnología (del griego βίος bíos, ‘vida’, τέχνη téchne, ‘destreza’ y -λογία -loguía, ‘tratado, estudio, ciencia’) es una amplia rama interdisciplinaria de las ciencias biológicas que consiste en toda aplicación tecnológica que utilice sistemas biológicos y organismos vivos o sus derivados para la creación o modificación de productos o procesos para usos específicos. Dichos organismos pueden o no estar modificados genéticamente, por lo que no hay que confundir Biotecnología con Ingeniería Genética. La Organización para la Cooperación y el Desarrollo Económico (OCDE) define la biotecnología como la «aplicación de principios de las matemáticas y la ingeniería para tratamientos de materiales orgánicos e inorgánicos por sistemas biológicos para producir bienes y servicios». Sus bases son la biología, ingeniería, física, química, y biomedicina; y el campo de esta ciencia tiene gran repercusión en la farmacología, la medicina, la bromatología, el tratamiento de residuos sólidos, líquidos y gaseosos, la industria, la ganadería y la agricultura.

Así también, la Biotechnology Innovation Organization indica que la biotecnología es tecnología basada en la biología, que utiliza procesos celulares y biomoleculares para crear productos y tecnologías que mejoren tanto nuestra calidad de vida como la salud del planeta. Lo cierto es que, durante más de 6.000 años, hemos producido una variedad de alimentos útiles como pan, queso y entre otros, mediante tales procesos biológicos de microorganismos, además de otros bienes o productos útiles. 

Probablemente el término fue acuñado por el ingeniero húngaro Károly Ereki, en 1919, cuando lo introdujo en su libro Biotecnología en la producción cárnica y láctea de una gran explotación agropecuaria.
Según el Convenio sobre Diversidad Biológica de 1992, la biotecnología podría definirse como «toda aplicación tecnológica que utilice sistemas biológicos y organismos vivos o sus derivados para la creación o modificación de productos o procesos para usos específicos».
El Protocolo de Cartagena sobre Seguridad de la Biotecnología del Convenio sobre la Diversidad Biológica define la biotecnología moderna como la aplicación de:
- Técnicas in vitro de ácido nucleico, incluidos el ácido desoxirribonucleico (ADN) recombinante y la inyección directa de ácido nucleico en células u orgánulos.
- La fusión de células más allá de la familia taxonómica, que supere las barreras fisiológicas naturales de la reproducción o de la recombinación y que no sean técnicas utilizadas en la reproducción y selección tradicionales.
- La experiencia reciente ha demostrado que se pueden obtener con una baja probabilidad resultados aleatorios no reproducibles en el proceso de modificación génica, por lo que la comunidad científica se está postulando por la clasificación específica de este tipo de productos y la creación de un protocolo que garantice la seguridad de todos los supuestos resultados inesperados probables.

## Aplicaciones
La biotecnología tiene aplicaciones en importantes áreas industriales, con el desarrollo de procesos alternativos que protejan al medio ambiente; como la atención de la salud, con el desarrollo de nuevos enfoques para el tratamiento de enfermedades; la agricultura, con el desarrollo de cultivos y alimentos mejorados; usos no alimentarios de los cultivos, por ejemplo plásticos biodegradables, aceites vegetales y biocombustibles, y cuidado medioambiental a través de la biorremediación, como el reciclaje, el tratamiento de residuos y la limpieza de sitios contaminados por actividades industriales. A este uso específico de plantas en la biotecnología se le llama biotecnología vegetal. Además, se aplica en la genética para modificar ciertos organismos.
Las aplicaciones de la biotecnología son numerosas, y suelen clasificarse en:

### Biotecnología roja
Se aplica a la utilización de biotecnología en procesos médicos. Algunos ejemplos son la obtención de organismos para producir antibióticos, el desarrollo de vacunas más seguras y nuevos fármacos, los diagnósticos moleculares, las terapias regenerativas y el desarrollo de la ingeniería genética para curar enfermedades a través de la manipulación génetica. Dentro de ésta, se encuentra:

#### Diagnóstico de enfermedades
La biotecnología ha aportado nuevas herramientas diagnósticas, especialmente útiles para los microorganismos que son difíciles de cultivar, ya que permiten su identificación sin necesidad de aislarlos. Hasta hace muy poco tiempo, todos los métodos se basaban en el cultivo microbiológico, la tinción histológica o las pruebas químicas y determinaciones en suero, algunos métodos en general largos y tediosos que requieren mucha mano de obra y son muy difíciles de manejar. El desarrollo de los inmunodiagnósticos con los anticuerpos monoclonales y de las técnicas que analizan el material genético como la hibridación y secuenciación del ADN o ARN, con la ayuda técnica de la PCR, han sido un logro biotecnológico importante y decisivo para introducir el concepto del diagnóstico rápido, sensible y preciso. Además, se tiene en cuenta que esta metodología permite su robotización y automatización en el futuro del diagnóstico molecular y genético.

#### Aportes en la enfermedad del cáncer
La biotecnología ha proporcionado herramientas para el desarrollo de una nueva disciplina, la patología molecular, que permite establecer un diagnóstico del cáncer basado no en la morfología del tumor, como hace la anatomía patológica clásica (microscopía combinada con histoquímica), sino en sus características patogénicas debidas a las alteraciones genéticas y bioquímicas. La patología molecular ha incorporado técnicas de inmunohistoquímica y análisis genético al estudio de las proteínas o de los ácidos nucleicos extraídos de los tumores. Estas técnicas han permitido la detección precoz de las células malignas y también su clasificación. Un tumor que se ha detectado en sus fases iniciales y que está bien clasificado puede eliminarse con facilidad antes de que se produzca su diseminación a otros lugares del organismo, de manera que su detección y clasificación precoz puede salvar más vidas que el desarrollo de nuevas terapias.

### Biotecnología blanca
También conocida como biotecnología industrial, es aquella aplicada a procesos industriales. Un ejemplo es la obtención de microorganismos para generar un producto químico o el uso de enzimas como catalizadores o inhibidores enzimáticos industriales, ya sea para obtener productos químicos valiosos o para destruir contaminantes químicos peligrosos (por ejemplo, utilizando oxidorreductasas). También se aplica a los usos de la biotecnología en la industria textil, en la creación de nuevos materiales, como plásticos biodegradables, y en la producción de biocombustibles. Su principal objetivo es la creación de productos fácilmente degradables, que consuman menos energía y que generen menos desechos durante su producción. La biotecnología blanca tiende a consumir menos recursos que los procesos tradicionales utilizados para producir bienes industriales.

### Biotecnología vegetalo biotecnología verde
Es la biotecnología aplicada a procesos agrícolas buscando brindar seguridad alimentaria. Los principales objetivos de esta rama de la biotecnología son: desarrollar cultivos más resistentes a condiciones climáticas adversas, reducir el tiempo de cultivo y aumentar el aporte nutricional de los cultivos. Un ejemplo de ello es la obtención de plantas transgénicas capaces de crecer en condiciones ambientales desfavorables o plantas resistentes a plagas y enfermedades. Se espera que la biotecnología verde produzca soluciones más amigables con el medio ambiente que los métodos tradicionales de la agricultura industrial. Un ejemplo de esto es la ingeniería genética en plantas para expresar plaguicidas, con lo que se elimina la necesidad de la aplicación externa de los mismos, como es el caso del maíz Bt. La biotecnología se ha convertido en una herramienta en diversas estrategias ecológicas para mantener o aumentar sustancialmente recursos naturales como los bosques. En este sentido, los estudios realizados con hongos de carácter micorrízico permiten implementar en el campo plántulas de especies forestales con micorriza, las cuales presentarán una mayor resistencia y adaptabilidad que aquellas plántulas que no lo están.

### Biotecnología alimentaria o amarilla
Es la biotecnología aplicada a los productos para consumo humano, mediante diversas técnicas como el diseño del proceso de su elaboración, mejora de los procesos de elaboración y conservación de alimentos, mejora de sus compuestos en cultivos y aditivos. Es considerada la primera rama de la biotecnología al abarcar los procesos de fermentación que producen alimentos como el pan, el vino, la cerveza y el queso. Suele ser confundida con la biotecnología verde al trabajar de cerca con los cultivos; su principal diferencia consta en que la biotecnología amarilla analiza los procesos fermentativos y analiza la adición de productos obtenidos por microorganismos para brindarle mejor calidad a los alimentos.

### Biotecnología azul:
También llamada biotecnología marina, es un término utilizado para describir las aplicaciones de la biotecnología en ambientes marinos y acuáticos. Aún se encuentra en una fase temprana de desarrollo. Su principal objetivo se centra en la preservación de especies y ecosistemas marinos, sus aplicaciones son prometedoras para otras áreas como la acuicultura, cuidados sanitarios, cosmética y productos alimentarios.

### Biotecnología gris
También llamada biotecnología del medio ambiente, es aquella aplicada al mantenimiento de la biodiversidad, preservación de las especies y la eliminación de contaminantes y metales pesados de la naturaleza. Está muy ligada a la biorremediación, utilizando plantas y microorganismos para reducir contaminantes . La biotecnología gris aplica diversas de las técnicas de la biorremediación para detoxificar el medio ambiente, como lo son la fitorremediación, la bioventilación, la biolixiviación, la rizofiltración, la bioaumentación y la aplicación de bioreactores. Es importante considerar que la aplicación de estos métodos biotecnológicos conllevan un riesgo a la bioseguridad al exponer o requerir organismos con modificaciones genéticas debido a los mecanismos de transferencia horizontal de genes que puede poner en riesgo la diversidad genética.

#### Biorremediación y biodegradación
La biorremediación es el proceso por el cual se utilizan microorganismos para la limpieza de un sitio contaminado. Los procesos biológicos desempeñan un papel importante en la eliminación de contaminantes y la biotecnología aprovecha la versatilidad catabólica de los microorganismos para degradar y convertir dichos compuestos. En el ámbito de la microbiología ambiental, los estudios basados en el genoma abren nuevos campos de investigación in silico ampliando el panorama de las redes metabólicas y su regulación, así como pistas sobre las vías moleculares de los procesos de degradación y las estrategias de adaptación a las cambiantes condiciones ambientales. Los enfoques de genómica funcional y metagenómica aumentan la comprensión de las distintas vías de regulación y de las redes de flujo del carbono en ambientes no habituales y para compuestos particulares, que sin duda acelerarán el desarrollo de tecnologías de biorremediación y los procesos de biotransformación.
Los entornos marítimos son especialmente vulnerables, ya que los derrames de petróleo en las regiones costeras y en mar abierto son difíciles de contener y sus daños difíciles de mitigar. Además de la contaminación a través de las actividades humanas, millones de toneladas de petróleo entran en el medio ambiente marino a través de filtraciones naturales. A pesar de su toxicidad, una considerable fracción del petróleo que entra en los sistemas marinos se elimina por la actividad de degradación de hidrocarburos llevada a cabo por comunidades microbianas, en particular, por las llamadas bacterias hidrocarbonoclásticas (HCB). Además, varios microorganismos, como Pseudomonas, Flavobacterium, Arthrobacter y Azotobacter, pueden utilizarse para degradar petróleo. El derrame del barco petrolero Exxon Valdez, en Alaska en 1989, fue el primer caso en el que se utilizó biorremediación a gran escala de manera exitosa: se estimuló la población bacteriana, suplementándole nitrógeno y fósforo, que eran los limitantes del medio.
Se ha propuesto el uso de procesos biológicos para la destoxificación de residuos y remediación de sitios afectados, debido a que han demostrado ser más prácticos y económicamente factibles para el manejo y tratamiento de diferentes tipos de residuos de las actividades de exploración y producción de petróleo. Los métodos de tratamiento biológico dependen de la capacidad de los microorganismos para degradar residuos aceitosos a productos inocuos (dióxido de carbono, agua y biomasa) a través de reacciones bioquímicas. Sin embargo, existen algunas limitantes que dificultan su aplicabilidad como, por ejemplo, la disponibilidad de nutrientes, el alto contenido de arcillas, aireación y la disponibilidad del contaminante, sin mencionar la edad de la contaminación. Estudios realizados recientemente en el Instituto Mexicano del Petróleo demostraron el potencial de aplicación de las tecnologías de biorremediación en sitios contaminados con lodos y recortes de perforación mediante la aplicación de la tecnología de composteo en biopilas.
El uso de nuevas tecnologías para las aplicaciones diarias como el bioplástico, con menor tiempo de degradación, contribuye al mejoramiento del ambiente, disminuyendo la utilización del PET, uno de los principales contaminantes.

### Biotecnología naranja
Es la biotecnología educativa y se aplica a la difusión de la biotecnología y la formación en esta área. Proporciona información y formación interdisciplinaria sobre temas de biotecnología (por ejemplo, el desarrollo de estrategias educativas para presentar temas biotecnológicos tales como el diseño de organismos para producir antibióticos) para toda la sociedad, incluidas las personas con necesidades especiales, como las personas con problemas auditivos o visuales. Se pretende fomentar, identificar y atraer a personas con vocación científica y altas capacidades o superdotación para la biotecnología.

### Biotecnología dorada
Es la biotecnología que emplea recursos tecnológico para su desarrollo; se divide en la bioinformática que se encarga de utilizar las herramientas informáticas para procesar grandes volúmenes de información, y la nanobiotecnología que se encarga del estudio y empleo de materiales y organismo en la escala nanométrica. Algunos de sus principales usos es la secuenciación del genoma de los organismos, modelación de procesos biológicos, generación de bases de datos de ADN, ARN y proteínas.

### Biotecnología violeta o púrpura
Es la biotecnología encargada de los aspectos legales, de propiedad intelectual, patentes y bioéticos que conlleva la rama. Se encarga del diseño de los protocolos de seguridad, buscando prevenir el mal uso de las herramientas biotecnológicas, como el bioterrorismo. 

### Bioingeniería
La ingeniería biológica o bioingeniería es una rama de la ingeniería que se centra en la biotecnología y en las ciencias biológicas. Incluye diferentes disciplinas, como la ingeniería bioquímica, la ingeniería biomédica, la ingeniería de procesos biológicos, la ingeniería de biosistemas, la ingeniería bioinformática, la ingeniería de bioreactores, etcétera. Se trata de un enfoque integrado de los fundamentos de las ciencias biológicas y los principios tradicionales de las ingenierías clásicas como la química o la informática.[cita requerida]
Los bioingenieros con frecuencia trabajan llevando procesos biológicos de laboratorio a escalas de producción industrial. Por otra parte, a menudo atienden problemas de gestión, económicos y jurídicos. Debido a que las patentes y los sistemas de regulación (por ejemplo, la FDA en los Estados Unidos) son cuestiones de vital importancia para las empresas de biotecnología, los bioingenieros a menudo deben conocer estos temas.[cita requerida]
Existe un creciente número de empresas de biotecnología, y muchas universidades de todo el mundo proporcionan programas en bioingeniería y biotecnología de forma independiente. Entre ellas, destacan las de la especialidad en ingeniería bioinformática.
Este es un campo interdisciplinario que se ocupa de los problemas biológicos usando técnicas computacionales propias de la ingeniería informática. Esa interdisciplinariedad hace que sea posible la rápida organización y análisis de los datos biológicos. Este campo también puede denominarse biología computacional, y puede definirse como "la conceptualización de la biología en término de moléculas y, a continuación, la aplicación de técnicas informáticas para comprender y organizar la información asociada a estas moléculas, a gran escala". La bioinformática desempeña un papel clave en diversas áreas, tales como la genómica funcional, la genómica estructural y la proteómica, y forma un componente clave en el sector de la biotecnología y la farmacéutica.

## Ventajas, riesgos y desventajas

### Ventajas
Entre las principales ventajas de la biotecnología se tienen:
- Rendimiento superior. Mediante organismos genéticamente modificados (OGM), el rendimiento de los cultivos aumenta, dando más alimento por menos recursos, disminuyendo las cosechas perdidas por enfermedad o plagas así como por factores ambientales.[31]

- Reducción de plaguicidas. Cada vez que un OGM es modificado para resistir una determinada plaga se está contribuyendo a reducir el uso de los plaguicidas asociados a la misma que suelen ser causantes de grandes daños ambientales y a la salud.[32]

- Mejora en la nutrición. Se puede llegar a introducir vitaminas[33] y proteínas adicionales en alimentos así como reducir los alérgenos y toxinas naturales. También se puede intentar cultivar en condiciones extremas lo que auxiliaría a los países que tienen menos disposición de alimentos.

- Mejora en el desarrollo de nuevos materiales.[34]

La aplicación de la biotecnología presenta riesgos que pueden clasificarse en dos categorías diferentes: los efectos en la salud de los humanos y de los animales y las consecuencias ambientales. Además, existen riesgos de un uso éticamente cuestionable de la biotecnología moderna. (ver: Consecuencias imprevistas).

### Riesgos medioambientales
Entre los riesgos para el medio ambiente cabe señalar la posibilidad de polinización cruzada, por medio de la cual el polen de los cultivos genéticamente modificados (GM) se difunde a cultivos no GM en campos cercanos, por lo que pueden dispersarse ciertas características como resistencia a los herbicidas de plantas GM a aquellas que no son GM. Esto que podría dar lugar, por ejemplo, al desarrollo de maleza más agresiva o de parientes silvestres con mayor resistencia a las enfermedades o a los estreses abióticos, trastornando el equilibrio del ecosistema.
Otros riesgos ecológicos surgen del gran uso de cultivos modificados genéticamente con genes que producen toxinas insecticidas, como el gen del Bacillus thuringiensis. Esto puede hacer que se desarrolle una resistencia al gen en poblaciones de insectos expuestas a cultivos GM. También puede haber riesgo para especies que no son el objetivo, como aves y mariposas, por plantas con genes insecticidas.
También se puede perder biodiversidad, por ejemplo, como consecuencia del desplazamiento de cultivos tradicionales por un pequeño número de cultivos modificados genéticamente.
En general los procesos de avance de la frontera agrícola en áreas tropicales y subtropicales suelen generar impactos ambientales negativos, entre otros: procesos de erosión de los suelos mayor que en áreas templadas y pérdida de la biodiversidad.

### Riesgos para la salud
Existen riesgos de transferir toxinas de una forma de vida a otra, de crear nuevas toxinas o de transferir compuestos alergénicos de una especie a otra, lo que podría dar lugar a reacciones alérgicas imprevistas.
Existe el riesgo de que bacterias y virus modificados escapen de los laboratorios de alta seguridad e infecten a la población humana o animal.
Los agentes biológicos se clasifican, en función del riesgo de infección, en tres grupos:
- Agente biológico del grupo 1: aquel que resulta poco probable que cause una enfermedad en el hombre.
- Agente biológico del grupo 2: aquel que puede causar una enfermedad en el hombre y puede suponer un peligro para los trabajadores, siendo poco probable que se propague a la colectividad y existiendo generalmente profilaxis o tratamiento eficaz.
- Agente biológico del grupo 3: aquel con muchas probabilidades de que se propague a la colectividad y sin que exista generalmente una profilaxis o un tratamiento eficaz.

### Desventajas
Los procesos de modernización agrícola, además del aumento de la producción y los rendimientos, tienen otras consecuencias.
- Una de ellas es la disminución de la mano de obra empleada por efectos de la mecanización; esto genera desempleo y éxodo rural en muchas áreas.
- Por otro lado, para aprovechar las nuevas tecnologías se requieren dinero y acceso a la tierra y al agua. Los agricultores que no pueden acceder a esos recursos quedan fuera de la modernización y en peores condiciones para competir con las producciones modernas.

## Legislación y regulación

### México
La regulación nacional relacionada con la bioseguridad se había centrado en aspectos de prevención y control de posibles riesgos del uso y aplicación de OGMs para la salud humana, la sanidad vegetal y animal y el medio ambiente, aspectos en el ámbito de competencia de las Secretarías de Salud (SS), Secretaría de Agricultura, Ganadería, Desarrollo Rural, Pesca y Alimentación (SAGARPA) con base en la Ley General de Salud; Ley Federal de Sanidad Vegetal; Ley sobre Producción, Certificación y Comercio de Semillas y en la NOM-FITO-056. Por lo que respecta al ambiente, la Secretaría del Medio Ambiente y Recursos Naturales (SEMARNAT), se rige por la Ley General del Equilibrio Ecológico y la Protección al Ambiente y el reglamento en materia de impacto ambiental. Otras dependencias gubernamentales, relacionadas con los OGMs son la Secretaría de Hacienda y Crédito Público (SHCP), aplica la normatividad relacionada con el control sobre movimientos transfronterizos de bienes, aduanas, imposición tributaria, etc.; la Secretaría de Economía, responsable del comercio exterior, políticas comerciales, tratados internacionales; el IMPI, a cargo de los aspectos relativos a la propiedad industrial (patentes, marcas, etc.) y la Secretaría de Educación Pública (SEP) y la Secretaría de Ciencia, Humanidades, Tecnología e Innovación (SECITHI) indirectamente relacionadas estos dos últimos con la bioseguridad al aplicar normas jurídicas vinculadas con la elaboración de políticas educativas y de investigación.
En el terreno específico de la bioseguridad de las actividades de la biotecnología moderna, la regulación vigente en el país[¿cuál?] requiere una revisión e integración sistematizada y armónica que le permita ser congruente con criterios internacionales, que cuente con los elementos operativos adecuados para darle eficacia gracias a la evaluación y al monitoreo de los riesgos biotecnológicos, que garanticen la seguridad jurídica de quienes realizan actividades de investigación, producción, comercialización y, en general, el manejo de los organismos genéticamente modificados y de los productos obtenidos de los mismos.
El 30 de abril de 2002, el Senado de la República ratificó el Protocolo de Cartagena sobre la Seguridad de la Biotecnología del Convenio sobre la Diversidad Biológica, que entró en vigor el 11 de septiembre de 2003, noventa días posteriores a la ratificación por 50 países. Si bien el origen y la naturaleza del Protocolo es ambiental, su contenido y la forma en que se asimile legalmente en nuestro país para su aplicación tendrá importantes repercusiones en la investigación, producción y comercialización de OGMs y de productos que los contengan, así como un efecto en la organización y participación de distintas autoridades gubernamentales. Además también es importante recordar que el Congreso de la Unión aprobó en diciembre de 2001, una modificación al artículo 420 Ter del Código Penal Federal, la cual pudiera traer por consecuencia que cualquier individuo, si maneja, utiliza o transporta transgénicos, puede incurrir en la comisión de un delito y, por lo tanto, ser sujeto de un procedimiento penal.
Con base en lo anterior, el Senado de la República en el 2002, solicitó a la Academia Mexicana de Ciencias (AMC) el apoyo técnico para la elaboración de la Iniciativa de la Ley de Bioseguridad de Organismos Genéticamente Modificados (ILBOGMs).